# بيل جاميلل
بيل جاميلل (بالإنجليزية: Bill Gammell)‏ هو شخصية أعمال بريطاني، ولد في 29 ديسمبر 1952.